# Embajada de España en Tailandia
La Embajada de España en Tailandia es la máxima representación legal del Reino de España en el Reino de Tailandia. También está acreditada en Camboya (1964), Laos (1967) y Myanmar (1981).

## Embajador
El actual embajador es Emilio de Miguel Calabia, quien fue nombrado por el gobierno de Mariano Rajoy el 16 de junio de 2017.

## Misión diplomática
El Reino de España concentra su representación en el país en la embajada en la ciudad de Bangkok creada en 1961.

## Historia
España estableció relaciones diplomáticas con el reino de Siam (antiguo nombre de Tailandia) en 1870 con el nombramiento de un enviado extraordinario y ministro plenipotenciario, Adolfo Paxtot y Achaval. En 1881 las relaciones con Siam quedaron a cargo de la representación diplomática española en Pekín hasta mediados del siglo XX.
La embajada, que fue creada en 1961, tuvo su primer embajador residente al año siguiente. La importancia de la embajada radicó en su amplia demarcación que llegó a abarcar los países de Camboya, Laos, República de Vietnam, Myanmar, Singapur, Malasia y la República Socialista de Vietnam.

## Demarcación
En la demarcación de Tailandia se incluye:
- Reino de Camboya: España nombró a su primer embajador para el Reino de Camboya, residente en Bangkok, en 1964 aunque los nombramientos cesaron en 1975 con la proclamación del estado comunista de Kampuchea Democrática. Las relaciones diplomáticas quedaron establecidas el 3 de mayo de 1977.[3] Tras la dictadura de Pol Pot, España restableció el nombramiento de embajadores acreditados en Camboya con residencia en Bangkok en 1992.

- República Democrática Popular Lao: el gobierno español creó la embajada en el Reino de Laos en 1961 pero los asuntos diplomáticos dependieron de Bangkok. La caída de la monarquía en 1975 frente a los comunistas del Pathet Lao puso fin al nombramiento de embajadores hasta 1984. Ese año, España restableció el nombramiento de embajadores pero residentes en la Embajada española en Pekín. En 1987, los asuntos diplomáticos de Laos volvieron a depender de la Embajada española de Bangkok.

- República de la Unión de Myanmar: la Embajada española en Rangún fue creada en 1967[4] aunque los asuntos diplomáticos de Birmania quedaron bajo la demarcación de la Embajada española en Nueva Delhi, capital de la India. Finalmente, en 1981 la Embajada española acreditada en Birmania pasó a depender de la Embajada en Bangkok.

En el pasado también incluyó a los siguientes países:
- República de Vietnam: España junto con los principales países occidentales solo reconocía a la República de Vietnam (conocido como Vietnam del Sur) como único estado vietnamita tras su independencia en 1954. Teniendo en cuenta la situación internacional de la Guerra Fría, España mantuvo una política exterior proestadounidense y en 1964 elevó a embajada su representación diplomática en Saigón,[5] capital de Vietnam del Sur, y nombró al primer embajador con residencia en la Embajada en Bangkok. Finalmente, en 1975, ante la caída de Vietnam del Sur frente a su vecino del norte, España cesó al último embajador con acreditación en la República de Vietnam.

- República de Singapur: los embajadores españoles para Singapur residentes en Bangkok fueron nombrados por primera vez en 1968, fecha de la creación de la Embajada española en Singapur. Pese a la creación de una embajada residente en 1982,[6] Singapur siguió dentro de la demarcación de Bangkok hasta 1991 cuando pasó a depender de la Embajada española en Indonesia. Esta situación se mantuvo hasta el año 2002 cuando se nombró al primer embajador residente en la ciudad-estado de Singapur.

- Malasia: en 1967 se creó la Embajada española no residente en Kuala Lumpur[7] dentro de la demarcación de la Embajada española de Bangkok. Por último, en 1985 se nombró al primer embajador residente en Malasia.

- República Socialista de Vietnam: la reunificación de Vietnam con el final de la guerra (1976), permitió normalizar las relaciones entre España y la República Socialista de Vietnam el 23 de mayo de 1977. En 1983 España nombraba embajadores para Vietnam con residencia en Pekín, y, a partir de 1987 residentes en Bangkok. Finalmente en 1994, el gobierno español decidió abrir una misión diplomática permanente en Hanói, capital de Vietnam, aunque no fue residente hasta 1997 cuando se nombró al primer embajador radicado en el país asiático.